# Equilíbrio pontuado

Equilíbrio pontuado, embaixo, consiste de predominância de estabilidade morfológica com explosões raras de mudança evolutiva.

Equilíbrio pontuado é uma teoria evolutiva proposta pelos paleontólogos norte-americanos Niles Eldredge e Stephen Jay Gould em 1972, que propõe que a maior parte das populações de organismos de reprodução sexuada experimentam pouca mudança ao longo do tempo geológico e, quando mudanças evolutivas no fenótipo ocorrem, elas se dão de forma rara e localizada em eventos rápidos de especiação denominados cladogênese.
O equilíbrio pontuado é frequentemente contrastado com a teoria do gradualismo, substituído pelo atualismo na geologia , o qual afirmava que a evolução ocorria de maneira uniforme, por mudança contínua e gradual de linhagens inteiras (anagênese). Segundo essa visão, a evolução é vista como um processo suave e contínuo.
O trabalho de Eldredge e Gould baseava-se na teoria de especiação alopátrica proposta por Ernst Mayr, nas teorias de homeostase genética e do desenvolvimento de I. Michael Lerner, assim como na pesquisa empírica dos autores. Eldredge e Gould propuseram que o nível de gradualismo considerado por Charles Darwin era praticamente inexistente no registro fóssil, e que a estabilidade morfológica dominava a história da maioria das espécies fósseis, o que exigiu explicações para o que foi chamado de "paradoxo da estase morfológica"  na literatura científica.

## História
O equilíbrio pontuado surgiu como uma extensão do conceito de revoluções genéticas por especiação alopátrica e especialmente especiação peripátrica, de Ernst Mayr. Apesar de ter sido proposto e desenvolvido por Mayr em 1954, esse conceito se tornou amplamente conhecido após o trabalho de Niles Eldredge e Stephen Jay Gould de 1972. Esse trabalho foi considerado o documento fundador de um novo programa de pesquisa séria em paleontologia. O equilíbrio pontuado diferia da proposta de Mayr simplesmente pela ênfase dada à estase evolutiva por parte de Eldredge e Gould, enquanto Mayr estava mais interessado em explicar a descontinuidade morfológica no registro fóssil.
O trabalho de Eldredge e Gould foi apresentado no encontro anual da Sociedade Geológica da América de 1971. O simpósio focou a atenção em como estudos recentes em microevolução poderiam revitalizar os campos de pesquisa em palentologia e macroevolução. Tom Schopf, organizador do encontro, atribuiu a Gould o tema de especiação. Segundo Gould, "a publicação de Eldredge de 1971 (sobre trilobitas do Paleozóico) apresentava as únicas idéias novas e interessantes sobre as implicações paleontológicas no tema - então eu perguntei a Schopf se nós podíamos apresentar o trabalho em parceria."

## Tempo e modo
Em 1954, Ernst Mayr publicou um trabalho que enfatizou os efeitos homogeneizadores do fluxo gênico e a influência estabilizadora de grandes populações intercruzantes. Essas populações exemplificavam "variação ecotípica". Populações perifericamente isoladas, por outro lado, possuem "variação tipostrófica", ou seja, "apresentam as propriedades características de espécies incipientes, e o que é mais importante, elas frequentemente representam um tipo totalmente diferente de espécie. Ou seja, elas podem ter traços morfológicos ou ecológicos que desviam muito e de forma inesperada do padrão parental".
Gould resumiu essa teoria, e suas consequências para o equilíbrio pontuado, em um texto de 1977 para a revista Natural History:
"Uma nova espécie pode surgir quando um pequeno segmento da população ancestral é isolado na periferia da distribuição geográfica ancestral. Populações centrais grandes e estáveis exercem um efeito homogeneizador muito forte. Mutações novas e favoráveis são diluídas pela grande quantidade de indivíduos pela qual ela precisa se espalhar. Elas podem aumentar lentamente em frequência, mas mudanças no ambiente acabam cancelando seus efeitos seletivos positivos muito antes que haja fixação da característica. Assim, transformação filética em grandes populações deveria ser muito rara - como o registro fóssil demonstra. Mas grupos pequenos, perifericamente isolados, são separados da população estoque que lhes deu origem. Eles vivem como minúsculas populações em cantos da distribuição ancestral. Pressões seletivas são intensas porque as periferias marcam o limite de tolerância ecológica das formas ancestrais. Variantes favoráveis se espalham rapidamente. Pequenos isolados periféricos são um laboratório para a mudança evolutiva."
"O que o registro fóssil deveria incluir se a maior parte da evolução ocorre por especiação de isolados periféricos? Espécies deveriam ser estáticas ao longo de sua distribuição porque nossos fósseis são o remanescente de grandes populações centrais. Em qualquer área habitada por ancestrais, a espécie descendente deveria aparecer de repente por migração da região periférica em que ela evoluiu. Na região periférica em si, nós deveríamos encontrar evidência direta de especiação, mas tal boa sorte seria muito rara devido à rapidez com que tais eventos ocorrem, numa população muito pequena. Assim, o registro fóssil é um retrato fiel do que a teoria evolutiva prevê, não um vestígio pobre de um conto originalmente detalhado".